# 工藤甲人
工藤 甲人（くどう こうじん、本名：工藤 儀助（くどう ぎすけ）、1915年7月30日 - 2011年7月29日）は、日本の画家、日本画家。創画会会員。東京芸術大学名誉教授、沖縄県立芸術大学客員教授。

## 来歴
青森県弘前市出身。1934年に上京し、翌年から川端画学校日本画科に入学。岡村葵園や福田豊四郎に師事した。1962年、弘前市から神奈川県平塚市に転居。1971年東京芸術大学助教授、1978年同教授。1983年定年退官後、名誉教授。1988年、沖縄県立芸術大学客員教授。2002年、神奈川県庁に飾られていた工藤の作品が盗難の被害に遭った。2011年7月29日、老衰のため神奈川県平塚市で死去。95歳没。
自然の昆虫や小動物、植物の葉などを繊細な描線で描き、その周りを群青などの単色の岩絵具で色面を大きく取り、装飾的に感じるような構図が特徴とされる。郷愁や宗教感を感じさせる鮮麗で夢幻的な心象世界を描き出し、現代日本画に新生面を切り拓いたと評される。

## 賞詞
- 1951年 第1回新制作協会日本画部新作家賞受賞[1]
- 1956年 第6回新制作協会日本画部新作家賞[1]
- 1963年 神奈川県立近代美術館賞[1]
- 1964年 現代日本美術展優秀賞[1]
- 1982年 美術文化振興協会賞[1]
- 1988年 芸術選奨文部大臣賞[1]
- 1989年 勲四等旭日小綬章受章[5]
- 1992年 毎日芸術賞受賞[1]
- 1996年 弘前市名誉市民[5]

## 代表的な作品
- 『示現』 紙本・彩色・額(1面)116.5×79.9cm 1976年
- 『目屋の渓流』など。

## 主な作品収蔵先
- 大英博物館
- 東京国立近代美術館
- 京都国立近代美術館
- 山種美術館
- 平塚市美術館
- 弘前市立博物館
- 富山県立近代美術館
- 東京芸術大学大学美術館
- 青森県立美術館
- 五所川原市立佞武多の館美術展示ギャラリー

など。